# Temuco (kommun)
Temuco är en kommun i Chile.   Den ligger i provinsen Provincia de Cautín och regionen Región de la Araucanía, i den södra delen av landet, 600 km söder om huvudstaden Santiago de Chile.
I omgivningarna runt Temuco växer huvudsakligen savannskog. Runt Temuco är det ganska glesbefolkat, med 29 invånare per kvadratkilometer.